# Mujer de Zweeloo

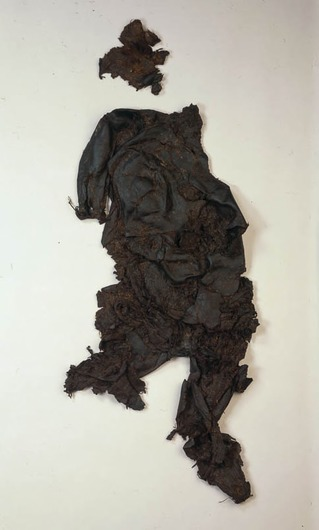
Los restos de la mujer de Zweeloo.

Esquema de las partes del cuerpo conservadas de la Mujer de Zweeloo:
color carne = tejido blando
blanco = huesos preservados
rojo = marcas de corte por pala de turba o posible arma.

La mujer de Zweeloo es una momia del pantano de la Edad del Hierro romana, que en 1951 fue encontrada por cortadores de turba en Juffersveen, en Zweeloo (Países Bajos). Se conserva en el Museo Drents en Assen.

## Hallazgo
El descubrimiento de un cadáver masculino en un pantano cerca de Zweeloo se informó ya en 1841. Según el buscador de turba que lo encontró, solo estaba vestido con unos pantalones hasta las rodillas atados a la cintura, y se dice que había un hacha de bronce junto al cadáver. El siguiente informe de un hallazgo data de 1843 e informa sobre el cadáver de una mujer encontrado en un pantano hacía unos 20 años. Ambos hallazgos ya no se conservan. El cuerpo del pantano conocido como Mujer de Zweeloo fue descubierto en la misma zona el 5 de diciembre de 1951 por cortadores de turba en Juffersveen cerca de Gelpenberg, en las proximidades de Zweeloo. Los trabajadores lo notificaron al alcalde, quien a su vez trajo peritos que documentaron y recuperaron el hallazgo. Se recolectaron muestras de polen de la capa de turba y el cadáver se transportó a Groninga en un ataúd de zinc. No fue hasta 1984 que el hallazgo llegó al Museo Drents.

## Descripción
Cuando se recuperó el cuerpo, antes de la llegada de los arqueólogos, la piel de la parte delantera se veía muy dañada, mientras que la espalda está bien conservada. Por tanto, se cree que la mujer estaba tendida de espaldas. Se encontraba unos 45 centímetros por debajo de la superficie. Dado que el análisis de polen realizado resultó en una interrupción en la secuencia natural de las capas en el sitio, se puede concluir que el cadáver originalmente yacía en una fosa excavada, habiendo sido por tanto enterrada en la turbera. Se encontraron piel, esqueleto y órganos (especialmente estómago, intestinos, riñones e hígado), pero no ropa. Los restos de la mujer se conservaron en un baño de glicerina.

### El esqueleto
El esqueleto se conserva casi por completo. Sin embargo, la cabeza ya se había encogido y desintegrado en el páramo. El análisis óseo concluyó que se trataba de los restos de una mujer adulta de unos 35 años y 1,55 m de altura. El esqueleto tiene algunas peculiaridades. Varios huesos de la mitad izquierda del cuerpo son significativamente más pequeños que los de la derecha. Esto se aplica en particular al húmero, la tibia, el peroné, el hueso del talón y el hueso pélvico. Esta asimetría es fruto de cambios ocurridos después de la muerte, debido a la larga permanencia en el pantano. Pero otra anomalía es de naturaleza patológica: ambos huesos del antebrazo están severamente acortados, con solo alrededor de 13 cm de largo. La parte inferior de las piernas, las pantorrillas, también es inusualmente corta. Es síntoma de una forma rara de discondrosteosis. En exámenes de los restos en los años 2009-2011, este diagnóstico pudo ser corroborado. Los huesos de los pies se deformaron por la marcha desviada de la mujer discapacitada.

### La última comida
En el estómago y el intestino grueso, aún se pudieron identificar residuos de alimentos, que fueron examinados en Groningen (W. van Zeist) y Londres (T. Holden). Se encontraron diversos granos de cereal, especialmente mijo, trigo o centeno, cebada y avena, así como restos de persicaria, centinodia, coles y semillas de lino y moras. También se pudieron detectar trozos de turba, pelo de animal, la cubierta del ala de un escarabajo de la harina y material vegetal carbonizado. La última comida probablemente consistió en una papilla, cuyo ingrediente principal era el mijo, enriquecido con moras frescas. Probablemente la comida se quemó. Las hojas de turba indican que la mujer bebió agua del páramo con ella. La presencia de moras sugiere que murió entre agosto y octubre.

### Examen parasitológico
En el caso de los cadáveres de los pantanos, a menudo ha sido posible detectar infestación por parásitos intestinales. Algunos ejemplos son el Hombre de Tollund o la Chica de Dröbnitz. En el caso de la Mujer de Zweeloo, los huevos de lombrices intestinales y tricocéfalos también se pudieron detectar en los intestinos, aunque al no ser todavía adultos probablemente solo estaba ligeramente infectada.

### Datación
En la década de 1950, el cadáver del pantano se dató mediante un análisis de polen alrededor de 500 a. C. En contraste, la posterior datación por carbono 14 de dos muestras resultó en una fecha de muerte entre 60 a. C. y 80 d. C. o entre 75 y 155 d. C., por tanto en la Edad del Hierro romana.
La Mujer de Zweeloo no debe confundirse con la llamada "Princesa de Zweeloo" del siglo V, cuyos restos fueron encontrados en un cementerio cercano en 1952.